# Воронцовски дворец
Воронцовския дворец (на украински: Воронцовський палац) се намира в Алупка (Крим), Украйна, в подножието на планината Ай-Петри. Построен от диабаз, който е добит наблизо. От 1956 г. в него се помещава музей. Към Воронцовския дворец има парк – паметник на градинско-парковото изкуство. Паркът в Алупка е създаван в продължение на 27 години (от декември 1824 г. до април 1851 г.) от талантливия германски градинар-ботаник, главният градинар на южното крайбрежие на Крим – Карл Антонович Кебах.

## Архитектура
Воронцовският дворец е построен по нови (в сравнение с дотогавашния класицизъм) архитектурни и строителни принципи. Важна архитектурна особеност е разположението на двореца в съответствие с релефа на планините, благодарение на което дворецът се смесва органично с околния пейзаж и придобива оригиналния си артистичен и изразителен образ.
Дворецът е построен в духа на английската архитектура, а сградата съдържа елементи от различни епохи, от ранни форми до 16 век. Подреждането на елементите започва от западната порта – колкото по-далеч е елементът от портата, толкова по-късен е неговия стил.
Английският стил е органично съчетан с неомавритански стил. Например, готическите комини наподобяват минарета на джамия. Южният вход е украсен с ориенталска пищност. Подковообразна арка с форма, двустепенен свод, резба по гипсовата ниша, където се преплитат розата на Тюдорите и мотиви на лотос, завършващи с арабски надпис, повтарящ се шест пъти над фриза: „И няма победител, освен Аллах.“.

## История на строителството
Дворецът е построен от 1828 до 1848 г. като лятна резиденция на видния руски държавник, генерал-губернатора на Новорусия територия, граф Михаил Воронцов.
Проектиран е от английския архитект Едуард Блор. Архитектът не е дошъл на място в Алупка, но е бил наясно с терена. Освен това, основите и първата зидария на дълбоката портална ниша на централната сграда вече са били готови (работата започва по друг проект – на архитектите Франческо Бофо и Томас Харисън).
При изграждането на двореца е използван главно трудът на оброчни крепостни селяни от Владимирска и Московска губерния. В строителството участват наследствени каменоделци и резбари, които имат опит в изграждането и релефната работа по катедрали от бял камък. Цялата работа се извършва на ръка с примитивни инструменти.
Строежът на двореца започва от трапезарския корпус (1830 – 1834 г.). Централната сграда е построена в периода 1831 – 1837 г. През 1841 – 1842 г. към трапезарията е добавена билярдна зала. През 1838 – 1844 г. са построени сградата за гости, източните крила, всички кули на двореца, петоъгълникът на помощните сгради, проектиран е парадния двор. Последна е построена библиотечната сграда (1842 – 1846 г.).
Най-голямо количество изкопни работи са извършени от 1840 до 1848 г. с помощта на войници от инженерния батальон, които изграждат терасите на парка пред южната фасада на двореца.
През лятото на 1848 г. на централното стълбище, водещо до главния вход, са монтирани скулптурни фигури на лъвове, изработени в работилницата на италианския скулптор Джовани Бонани. Лъвската тераса завършва изграждането и декорацията на дворцово-парковия ансамбъл.
Списък на занаятчиите, работили по изграждането на двореца през 1828 – 1848 г.:
- Иван Гаврилов – зидар
- Алексей Дементиев – каменоделец
- Ермолай Иванов – резбар по камък
- Яким Лапшин – майстор на мебели
- Наум Мухин – дърводелец
- Гаврил Петров – зидар
- Максим Тесленко – дърводелец
- Роман Фуртунов – скулптор
- Тимофей Шанаев – зидар

## История
Преди Октомврийската революция дворецът принадлежи на три поколения от рода Воронцови. След идването на съветската власт дворецът е национализиран. В средата на 1921 г. е отворен като музей.
В началото на Втората световна война работниците на музея не успяват да евакуират експонатите от Алупка. На два пъти музеят е заплашен от унищожение и двата пъти е спасен от старши научния сътрудник на музея, Степан Шчеколдин. Германците отнасят голям брой експонати. През 1944 г., по време на разпит, Шчеколдин предоставя опис на НКВД. Щетите по цени от 1944 г. са оценени на 4 980 000 рубли.
От 4 до 11 февруари 1945 г., по време на Ялтенската конференция, дворецът е седалище на британската делегация, оглавявана от Уинстън Чърчил.
От 1945 до 1955 г. се използва като държавна дача.
През 1956 г. по решение на правителството в двореца отново започва да функционира музей.
От 1990 г. е превърнат в Алупкински дворцово-парков музей-резерват.

## Интериор
Церемониалните интериори на двореца почти напълно са запазили оригиналната си украса. Всяка от стаите е индивидуална и има собствен колорит, отразен в имената им: Китайски кабинет, Калико, Зимна градина, Синя гостна. Декорацията на церемониалната трапезария наподобява украсата на рицарските зали в средновековните замъци. Тя е украсена с богати дърворезби и четири монументални пана на френския художник Юбер Робер (1733 – 1808).

## Алупкински парк
Алупкинският парк е шедьовър на градинско-парковото изкуство. Създателят му, градинарят-ботаник Карл Антонович Кебах (1799 – 1851), планира и засажда растения в парка повече от четвърт век. Паркът, паметник с национално значение, е включен в експозиционната част на територията на музея, която общо е 361 913 м².

## Музейни експозиции
В Алупкинския музей има няколко постоянни изложби. Девет стаи запознават с живота на първите собственици на двореца и характера на интериора му от 30-те и 40-те години на XIX век. Стационарната изложба „Фамилна галерия на Воронцови“ се намира в бившата сграда за гости. В отделни стаи са изложени „Дарът на професор Голубев“ (руски и съветски авангард), живописта на Яков Басов „Поезия на пейзажа“, художествените изложби „Украинска живопис“, „Вдишване на аромата на розите“ (цветята в живописта). В парковия павилион „Чаеният дом“ са изложбите „Карти на полуостров Крим“, „Воронцови и руски адмирали“, „Морски битки“ от 18 – 19 век.
През 2007 г. се появява нова музейна експозиция – „Домът на граф Андрей Шувалов“. Основана е на непоказвани по-рано предмети за декорация и лични вещи на Воронцови, Шувалови, Воронцови-Дашкови. В интериора има произведения на изкуството, отразяващи стилистичните характеристики на жилищните помещения на дворците от средата на 18 век.
Колекцията на Алупкинския дворцово-парков музей-резерват включва почти 27 хиляди експоната от основния фонд, а мемориалната библиотека на М. Воронцов разполага с над 10 хиляди книги.
Една от картините на музея – „Портрет на принц Григорий Потьомкин“ от Дмитрий Левицки, е подарена от барон Едуард Фалц-Фейн.

## Галерия
- Шуваловският преход
- Северната фасада
- Церемониалната трапезария на двореца
- Южна фасада на двореца
- Паркът
- Мраморен лъв на южната тераса

## В киното
Територията на двореца и прилежащия парк често се използва за заснемане на филми. Сред най-известните творби са:
- 1930 – „Празникът на Свети Йорген“
- 1961 – „Алени платна“
- 1964 – „Обикновено чудо“
- 1964 – „Хамлет“
- 1972 – „Печки-пейки“
- 1976 – „Небесни лястовици“
- 1983 – „Академията на господин Блоц“
- 1985 – „След дъжда в четвъртък“
- 1986 – „Пътуването на господин Блоц“
- 1987 – „Десет малки негърчета“
- 1987 – „Асса“
- 1991 – „Сянка, или може би всичко ще се получи“
- 2003 – „Луд ден или сватбата на Фигаро“
- 2005 – „Фаворски“
- 2008 – „Сафо“
- 2009 – „Хамлет. XXI век“
- 2014 – „Беловодие. Мистерията на изгубената страна“
- 2015 – „Беловодие. Източник на знания“

## Дворци на Воронцови в други градове
- Дворецът в Одеса
- Дворецът в Санкт Петербург
- Дворецът в Тифлис